# 大桃坪
大桃坪，是臺灣苗栗縣造橋鄉的一個傳統地域名稱，位於該鄉東部。相較於今日行政區，其範圍大致與大龍村相近。

## 歷史
台灣清治末期至日治初期，大桃坪地區為一街庄，稱為「大桃坪庄」，隸屬於苗栗一堡。該庄東北邊西段隔中港溪支流南港溪與大坪林庄為界，東北邊東段以陸地與大河底庄為鄰，東南邊與獅潭庄為鄰，西南邊為老田藔庄，西北邊赤崎仔庄。
1901年（日治明治三十四年）11月，全台廢縣廳改設二十廳，該庄隸屬於苗栗廳。1909年（明治四十二年）10月，合併二十廳為十二廳，該庄改隸屬於新竹廳。1920年（大正九年），廢十二廳改設五州二廳，該庄改制為「大桃坪」大字，隸屬於新竹州竹南郡造橋庄。
戰後造橋庄改制為造橋鄉，隸屬於新竹縣，大字亦改制為村。1950年桃、竹、苗分治，造橋鄉改隸屬於苗栗縣。

## 聚落
本地區發展較早的聚落有三百六坑、藔坑等，在日治期初期的官方地圖上已有記載。此外，本地區尚有中間坑、李屋、五寮窩、庄跡、頭坪、九芎坑、麻林崎、麻竹窩、暗潭坑、二寮坑等聚落。

## 交通
鄉道苗14線是九車籠至大河底的道路，大致以橫向轉西北西—東南東走向再轉橫向再轉縱向再轉橫向經過大桃坪地區北部。由該道路向西可前往赤崎子、造橋、淡文湖西南側並止於省道台1線路口，向東轉南經大坪林後再轉東北可前往大河底並止於省道台3線路口。
鄉道苗17線是斗煥坪至暗潭坑的道路，其南側端點位於本地區中部偏東南的暗潭坑西側山區。由此向西轉北至李屋西北側鄉道苗14線路口，轉西北西與其共線至中間坑，再轉東北獨行後出境，可前往上雙坑、永和山、內灣、斗換坪東側並止於縣道124號路口。

## 運動休閒
- 皇家高爾夫球場